# Paranocticola venezuelana
Paranocticola venezuelana är en kackerlacksart som beskrevs av Bonfils 1987. Paranocticola venezuelana ingår i släktet Paranocticola och familjen småkackerlackor.
Artens utbredningsområde är Venezuela. Inga underarter finns listade i Catalogue of Life.